# Kubinyi Ferenc (paleontológus)
Felsőkubini és nagyolaszi Kubinyi Ferenc (Videfalva, 1796. március 21. – Videfalva, 1874. március 28.) paleontológus, politikus, a Magyar Tudományos Akadémia tagja.

## Életpályája
1796-ban született a ma Szlovákiához, akkor Nógrád vármegyéhez tartozó Videfalván. Jogi tanulmányokat végzett, többször járt külföldön is. 1825-től az országgyűlés munkájában is részt vett, ahol az 1840-es években a liberális ellenzékhez tartozott. 1848-ig Ágoston nevű fivérével együtt a magyar orvosok és természetvizsgálók munkájában, a Magyar Természettudományi Társaság alapításában is részt vett, de foglalkozott tudományos kutatásokkal is.

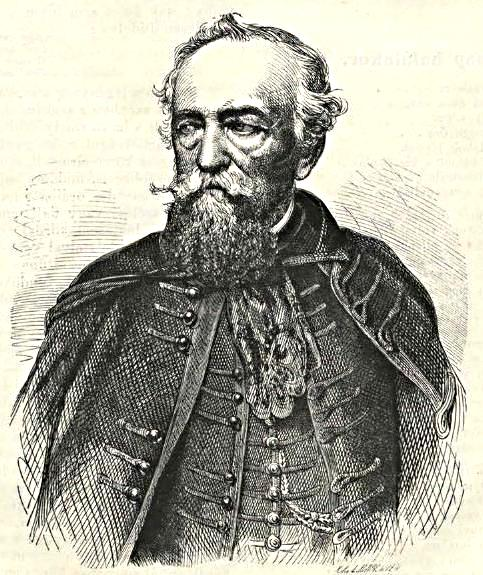
Kubinyi Ferenc portréja a Vasárnapi Ujságban

1848-ban a losonci kerület képviselőjévé választották. A szabadságharc alatt eleinte a Batthyány-kormány, majd Kossuth Lajos híve volt. A szabadságharc bukása után a haditörvényszék elítélte, 9 év várfogságot kapott, ahonnan 1852-ben szabadult amnesztiával. 1861-ig az amnesztia utáni időkben tudományos munkájának élt.
1855-ben adta ki A Tisza medre mint ősemlősök sírkertje, valamint 1856-ban az Őslénytani adatok Magyarországról, valamint A teve és a ló című munkáit. 1861-ben részt vett az országgyűlés munkájában, ahol a Határozati Párthoz csatlakozott. 1862-ben Ipolyi Arnoldhoz és Henszlmann Imréhez csatlakozva Konstantinápolyba utazott, ahol az ott őrzött Corvinákat tanulmányozták. A törököktől akkor visszakapott néhány Corvinát az MTA könyvtára kapta meg. Törökországból hazatérve tudományos munkájának élt.
A Magyar Földtani Társulat elnökévé választotta, mely tisztet több évig töltötte be. Életpályája során számos tanulmánya látott napvilágot, főként a geológia, paleontológia és az archeológia témakörből, de kéziratban is maradtak hátra jegyzetei, melyek az MTA kézirattárában találhatók.
Az MTA is tagjai közé választotta.
Szülőhelyén, Videfalván érte a halál, élete 78. évében, 1874. március 28-án.

## Főbb művei
- A Tisza medre, mint az ősemlősök sírkertje, föld- és őslénytani tekintetben. A Magyar Tudományos Akadémia Értesítője. Pest, 1855.
- Őslénytani adatok Magyarországról. A Magyar Tudományos Akadémia Értesítője. Pest, 1856.
- A teve és ló. Pest, 1859.
- Országgyűlési beszéde. Pest, 1861.
- Petényi Salamon János élete és hátrahagyott munkái. Pest, 1864. (ném. 1865)
- Doctor Zipser Keresztély András életrajza. Pest, 1866. (ném. 1866)
- Az ágost. hitv. pesti autonom egyház szenvedéseinek története a XIX. században. Pest, 1866.

Szerkesztette a Magyarország és Erdély képekben 1853-54. évfolyamait Vahot Imrével.

## Kéziratai
- Magyarország és a hozzá tartozó országok cosmographiájára vonatkozó adatok.